# Slivovitz
El Slivovitz o Slivovice és una beguda de fort contingut alcohòlic, sovint incolora, destil·lada i fermentada del suc de pruna; és similar a l'irlandès poteen. La versió casolana sol emprar diferents tipus d'ingredients, com ara diferents herbes aromàtiques. És molt similar al brandi i de vegades es denomina brandi de prunes (o també plum brandy en anglès).
El contingut d'alcohol pot variar des del 25 al 70% per volum, però normalment oscil·la entre el 40 i el 45%.
Es tracta de la beguda nacional de Sèrbia, i gairebé el 70% de la producció mundial s'elabora en aquesta zona de d'Europa de l'Est. També és molt popular a Eslovàquia, la República Txeca, Croàcia, Eslovènia, Montenegro, Bulgària, Macedònia del Nord i Bòsnia i Hercegovina.